# Ralph Rene
Ralph Rene (24 de agosto de 1933 - 10 de diciembre de 2008), fue un inventor autodidacto y editor de prensa, y uno de los proponentes de la teoría de la falsificación de los alunizajes del programa Apolo.

## Biografía
En 1992 publicó un libro titulado NASA mooned America, donde detalla los argumentos de su tesis.
Sus principales argumentos son:
- Los astronautas no habrían podido sobrevivir la radiación a la que habrían sido expuestos si hubieran pasado a través de los cinturones de Van Allen.
- Las fotos de la NASA no muestran estrellas en el fondo.
- El vídeo en el que aparece la bandera ondeando en el viento en una Luna que no tiene atmósfera.
- La letra “C” visible en una roca de una foto indica que fue una elaboración.

Prácticamente todos los científicos, técnicos e interesados en la historia de la exploración espacial han rechazado estas afirmaciones calificándolas de infundadas.